# NGC 496
NGC 496 (другие обозначения — UGC 927, MCG 5-4-36, ZWG 502.60, KUG 0120+332A, IRAS01203+3316, PGC 5061) — галактика в созвездии Рыбы.
Этот объект входит в число перечисленных в оригинальной редакции «Нового общего каталога».
Принадлежит к группе галактик NGC 507. NGC 496 описывается как тусклая, в которой слабая даже поверхностная яркость[уточнить]. Помимо NGC 507, в группу также входят NGC 494, NGC 495, NGC 498, NGC 501, NGC 503, NGC 504, и NGC 508 . Эта группа оказалась не такой большой, чтобы попасть в каталог Эйбелла.